# 慈恵実業
株式会社慈恵実業（じけいじつぎょう）は、東京都港区西新橋3-25-8に本社を置く学校法人慈恵大学の関連会社である。

## 概要
学校法人慈恵大学が運営を行っている大学・病院・専門学校にて、次に掲げる仕事などを執り行っている。
- 売店経営
- 駐車場管理
- 看護師寮管理
- 委託業者管理
- 展示業者管理
- 公衆電話・自動販売機管理
- 植木管理
- 医療機器のリース業
- 保険代理店業
- 人材派遣業

## 基本データ
- 本社（東京都港区西新橋3-25-8）
- 事務所（東京都港区西新橋3-25-1）
- 店舗
  - 高木店（東京慈恵会医科大学および東京慈恵会医科大学附属病院内）
  - 青戸店（東京慈恵会医科大学附属青戸病院内）
  - 第三店（東京慈恵会医科大学附属第三病院内）
  - 柏店（東京慈恵会医科大学附属柏病院内）